# 大氣河流

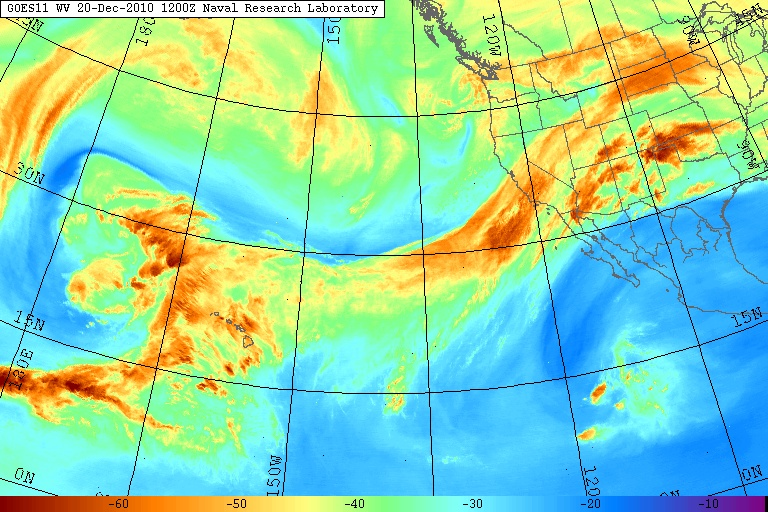
氣象衛星拍攝東太平洋的水氣影像，顯示2010年12月抵達加州的大氣河流。這場暴雨造成12月17-22日間加州高達26 in的降雨量，以及內華達山脈高達17 ft的降雪量

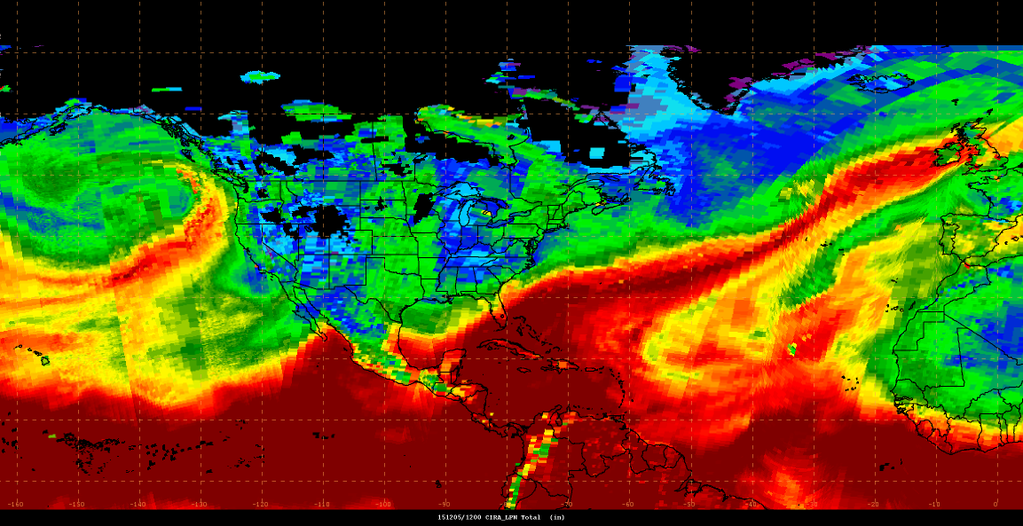
2015年12月5日的西半球降雨量顯示圖。從圖中可看出一道從加勒比海到英國的大氣河流，此條大氣河流主要由戴斯蒙德風暴引起的。西太平洋上可看到源自菲律賓，並延伸至北美西岸的第二條大氣河流。

大氣河流，或又稱為大氣長河，是大氣中由高濃度水蒸氣形成的狹窄區域。大氣河流經由狹窄通路輸送水蒸氣，通常沿著大面積流動的空氣的邊界，例如與在海洋上形成的熱帶氣旋相關的一些區域。鳳梨急流是最知名的大氣河流，因從盛產鳳梨的夏威夷群島將水氣帶到美國西岸而得名。